# Riviera del Brenta
Riviera del Brenta je območje metropolitanskega območja Benetk, ki je posebno turistično-kulturno zanimivo zaradi velike arhitekturne dediščine beneških vil, ki so jih med 15. in 18. stoletjem zgradili plemiči Beneške republike ob reki Brenti (danes kanal - Naviglio del Brenta).
To ozemlje je naravni način komunikacije (po kopnem ali reki) dveh velikih mest, Padove in Benetk, nato pa je skozi stoletja postalo letovišče bogatih zavetnikov, ki so prihajali iz obeh prestolnic.
Vožnja po kanalu Brenta, ki se začne v Padovi, poteka mimo krajev, ki so del riviere Brenta: Stra, Fiesso d'Artico, Dolo, Mira, Oriago, Malcontenta in Fusina.
Naviglio je prevozen z rečnimi čolni, katerih najboljši primer je znameniti burchiello, ki je nekoč prevažal beneške plemiče iz Benetk na podeželje in v Padovo in ki je danes turistična atrakcija.
Na ozemlju Riviere del Brenta so poleg beneških vil, panoramskih razgledov na Naviglio del Brenta ali čudovite majhne vasice, ki sestavljajo zgodovinska središča same riviere, v zadnjem stoletju nastale še druge zanimivosti; na primer ustanovljeno in razvito je bilo eno najpomembnejših središč za razvoj, oblikovanje in proizvodnjo obutve visoke mode.
Ob glavni cesti, ki poteka vzdolž Riviere del Brenta, enkrat na leto v mesecu oktobru poteka znameniti Beneški maraton. Dogodek se odvija na tradicionalni razdalji 42,195 km in se začne od Stra (pred čudovito vilo Pisani) in konča v zgodovinskem središču Benetk.

## Zgodovina beneških vil
Od 15. do 18. stoletja so tukaj zgradile svoje vile številne beneške plemiške družine (kot Vila Pisani, Stra, Villa Ferretti-Angeli v Dolu, Villa Widmann-Foscari v Mira in Villa Foscari (znana tudi kot La Malcontenta) v Malcontenti). Znane so kot ville venete ('beneške vile').
Plemiči so svoj dobiček od trgovine ponovno vlagali v velika kmetijska posestva, ki niso bila samo podeželske graščine, temveč pravi, samooskrbni proizvodni kompleksi; bili so obkroženi s polji in imeli kmetijske dodatke. Vila je bila ime tovrstnega kompleksa, danes pa se nanaša samo na dvorec. Nekatere imajo tudi čudovite vrtove - parke, z majhnimi gozdovi, vodnjaki, labirinti in majhnimi jezeri. Vila veneta je značilna za celo regijo Benečija, vendar je Riviera del Brenta dom nekaterih najlepših in najbolj znanih, čeprav obstajajo še drugi izjemni primeri vil, kot so Vila Contarini, Villa Capra La Rotonda oz. Vila Barbarigo). Številne vile so v paladijevskem slogu, nekaj pa jih je oblikoval sam Andrea Palladio ali njegov učenec Vincenzo Scamozzi.